# Campionati del mondo di ciclismo su pista 2024 - Scratch maschile
La gara di scratch maschile ai campionati del mondo di ciclismo su pista si è svolta il 17 ottobre 2024, su un percorso di 60 giri per un totale di 15 km. È stata vinta dal giapponese Kazushige Kuboki che ha completato la prova in 16'47", alla media di 53,625 km/h.

## Podio
| Pos.    | Atleta           | Nazionalità |
| ------- | ---------------- | ----------- |
| Oro     | Kazushige Kuboki | Giappone    |
| Argento | Tobias Hansen    | Danimarca   |
| Bronzo  | Clément Petit    | Francia     |

## Risultati
| Posizione | Atleta              | Nazione           | Giri persi |
| --------- | ------------------- | ----------------- | ---------- |
| 1         | Kazushige Kuboki    | Giappone          |            |
| 2         | Tobias Hansen       | Danimarca         |            |
| 3         | Clément Petit       | Francia           |            |
| 4         | Vincent Hoppezak    | Paesi Bassi       |            |
| 5         | Jules Hesters       | Belgio            |            |
| 6         | Noah Hobbs          | Gran Bretagna     |            |
| 7         | Filip Prokopyszyn   | Polonia           |            |
| 8         | Kelland O'Brien     | Australia         |            |
| 9         | Tim Torn Teutenberg | Germania          |            |
| 10        | Diogo Narciso       | Portogallo        |            |
| 11        | Alex Vogel          | Svizzera          |            |
| 12        | Sebastián Mora      | Spagna            |            |
| 13        | Matyaš Kobližek     | Rep. Ceca         | −1         |
| 14        | Martin Chren        | Slovacchia        | −1         |
| 15        | Vladyslav Loginov   | Israele           | −1         |
| 16        | Elia Viviani        | Italia            | −1         |
| 17        | Fernando Nava Romo  | Messico           | −1         |
| 18        | Dylan Bibic         | Canada            | −1         |
| 19        | Ilya Karabutov      | Kazakistan        | −2         |
| 20        | Colby Lange         | Stati Uniti       | −2         |
| 21        | Chu Tsun Wai        | Hong Kong         | −2         |
| 22        | Akil Campbell       | Trinidad e Tobago | −2         |
| –         | Terry Yudha Kusuma  | Indonesia         | Ritirati   |
| –         | Vitaliy Hryniv      | Ucraina           | Ritirati   |